# Растительный мир России
Растительный мир России — обобщающее понятие для растительности и флоры этой территории. Растительность России представляет собой совокупность встречающихся на её территории растительных сообществ, а флора России — совокупность встречающихся на её территории и в акваториях пограничных морей видов растений.

## Типы растительности
Для России наиболее характерны следующие типы растительности: тундровый, лесной, степной, пустынный, луговой и болотный.

### Тундровая растительность
Тундровые растения формируются при недостатке тепла, поэтому они приспособлены к короткому прохладному вегетационному периоду, являются многолетниками, имеют карликовый рост, склонны к уменьшению испарения влаги (имеют мелкие листочки, сильное опушение, восковой налёт и т. д.). Характерные представители тундр: зелёные мхи, ягель, брусника, водяника, куропаточья трава, кассиопея, карликовая берёза, полярные ивы, полярный мак, мятлик арктический и другие.

### Леса
Леса занимают 45 % территории России.
- Хвойные леса занимают около 80 % площади лесов России. Делятся на темнохвойные (еловые, пихтовые, кедровые) и светлохвойные (сосновые, лиственничные).
- Широколиственные леса распространены на Восточно-Европейской равнине, в южной части Дальнего Востока, в нижних частях гор Кавказа.

### Степи
В степях произрастают сообщества травянистых растений, хорошо переносящих недостаток влаги в почве. Это, преимущественно, ковыли, типчак, тонконог, бобовые, встречается много луговых растений.
Хозяйственная деятельность человека сильно изменила естественный растительный покров степей. Массовая пахота и выпас скота сделали так, что целинная степная растительность теперь встречается только в заповедниках.

### Пустыни
В России пустыни распространены лишь на Прикаспийской низменности. Для растений этой зоны характерна большая засухоустойчивость, они имеют мощную корневую систему, малую площадь поверхности листьев. В основном, это различные виды полыней и солянок.

### Луга
На лугах произрастают сообщества травянистых растений, развивающихся при средних условиях увлажнения. Почти все луговые растения многолетники.

### Болота
В болотах произрастают сообщества влаголюбивых растений. В этот тип можно отнести мхи, кустарнички, травянистые растения и даже некоторые виды деревьев. Большая часть болот России находится в Западной Сибири.

## Флора России
По данным Большой российской энциклопедии (2019), в составе флоры России насчитывается 12,5 тысяч видов сосудистых растений, более 6 тысяч видов и экологических форм водорослей, около трёх тысяч видов и форм лишайников, около 1,2 тысячи видов листостебельных мхов, около 350 видов печёночных мхов. Наибольшее число видов цветковых растений, входящих во флору России, относится к семействам Астровые, Бобовые, Злаки, Капустные, Розовые, Лютиковые, Гвоздичные и Осоковые.
Видовое разнообразие возрастает с севера на юг, однако в пустынях несколько снижается из-за аридности. От равнин к горам флористическая насыщенность увеличивается.